# أوخوس
بلدية أوخوس (بالإسبانية: Ojós) هي بلدية تقع في منطقة مرسية جنوب شرق إسبانيا.

## الديموغرافيا
بلغ عدد سكان بلدية أوخوس 610 نسمة عام 2011 (وفقاً للمعهد الوطني الإسباني للإحصاء).
| 608 | 589 | 574 | 571 | 626 | 584 | 610 |